# Simplenote
Simplenote(한국어: 심플노트)는 iOS, Android 기반의 노트 프로그램이다. 스마트폰 소프트웨어와 웹 브라우저 소프트웨어를 모두 지원한다.

## 특징
- 노트의 작성이나 삭제, 수정 시 별도의 동기화 명령 없이 즉시 동기화가 시작된다.
- 글자 크기, 글자 색, 자간, 행간 등 글자 서식을 변동할 수 없다.
- 모든 노트를 txt 확장자의 파일로 내려받을 수 있다.
- 버전 히스토리 기능을 통해 노트 생성 이후 모든 버전으로 이동 가능하다.
- 태그에 이메일 주소를 입력할 경우 해당 이메일 주소로 노트가 공유된다.